# Krasnowka (Kaliningrad, Selenogradsk)
Krasnowka (russisch Красновка, deutsch Markehnen) ist ein Ort in der russischen Oblast Kaliningrad. Er gehört zur kommunalen Selbstverwaltungseinheit Stadtkreis Selenogradsk im Rajon Selenogradsk.

## Geographische Lage
Krasnowka liegt 27 Kilometer nordwestlich der Stadt Kaliningrad (Königsberg) an einer Nebenstraße, die Olchowoje (Korwingen) mit der untergegangenen Ortsstelle Thierenberg (russisch: Dunajewka) bei Listopadowka (Bärholz) verbindet. Eine Bahnanbindung besteht nicht.

## Geschichte
Das bis 1946 Markehnen genannte spätere Vorwerk wurde im Jahre 1346 gegründet. 
Zum Gutsbezirk Schloss Thierenberg (russisch: Dunajewka) gehörig war der Ort seit 1874 in den Amtsbezirk Thierenberg eingegliedert, der dem Kreis Fischhausen, 1939 bis 1945 Landkreis Samland im Regierungsbezirk Königsberg der preußischen Provinz Ostpreußen zugeordnet war.
Am 19. März 1894 wurde aus dem Gutsbezirk Schloss Thierenberg mit seinen Vorwerken Dulack (nicht mehr existent) und Markehnen der Gutsbezirk Markehnen gebildet. Dieser zählte im Jahre 1910 87 Einwohner.
Die Eigenständigkeit Markehnens währte nur 34 Jahre; denn am 30. September 1928 schloss sich der Gutsbezirk Markehnen mit den Landgemeinden Arissau und Thierenberg (russisch: Dunajewka, beide Orte sind nicht mehr existent) sowie den Gutsbezirken Auerhof (nicht mehr existent) und Bärholz (russisch: Listopadowka) zur neuen Landgemeinde Thierenberg zusammen.
Infolge des Zweiten Weltkrieges kam Markehnen innerhalb des nördlichen Ostpreußens 1945 zur Sowjetunion. Der Ort erhielt im Jahr 1947 die russische Bezeichnung Krasnowka und wurde gleichzeitig dem Dorfsowjet Schatrowski selski Sowet im Rajon Primorsk zugeordnet. Von 2005 bis 2015 gehörte Krasnowka zur Landgemeinde Krasnotorowskoje selskoje posselenije und seither zum Stadtkreis Selenogradsk.

## Kirche
Mehrheitlich war die Bevölkerung Markehnens vor 1945 evangelischer Konfession und gehörte zum Kirchspiel der Pfarrkirche in Thierenberg (russisch: Dunajewka, nicht mehr existent) im Kirchenkreis Fischhausen (Primorsk) in der Kirchenprovinz Ostpreußen der Kirche der Altpreußischen Union. Heute liegt Krasnowka im Einzugsbereich der neu entstandenen evangelisch-lutherischen Auferstehungskirchengemeinde in Kaliningrad (Königsberg) in der Propstei Kaliningrad der Evangelisch-lutherischen Kirche Europäisches Russland.